# حاكم أبوظبي
 حاكم إمارة أبوظبي هو رأس الإمارة وأعلى منصب في إمارة أبوظبي وحاكم إمارة أبوظبي هو من أسرة آل نهيان التي تحكم الإمارة منذ سنة 1761 ، حاكم إمارة أبوظبي حالياً هو الشيخ محمد بن زايد آل نهيان منذ 13 مايو 2022.

## حكام إمارة أبوظبي

### حكام إمارة أبوظبي منذ 1761 حتى الآن
|    | الاسم                                 | الصورة | فترة الحكم    | فترة الحكم    |
| -- | ------------------------------------- | ------ | ------------- | ------------- |
| 1  | الشيخ ذياب بن عيسى بن نهيان آل نهيان  |        | 1761          | 1793          |
| 2  | الشيخ شخبوط بن ذياب بن عيسى آل نهيان  |        | 1793          | 1816          |
| 3  | الشيخ محمد بن شخبوط بن ذياب آل نهيان  |        | 1816          | 1818          |
| 4  | الشيخ طحنون بن شخبوط بن ذياب آل نهيان |        | 1818          | 1833          |
| 5  | الشيخ خليفة بن شخبوط بن ذياب آل نهيان |        | 1833          | 1845          |
| 6  | الشيخ سعيد بن طحنون بن شخبوط آل نهيان |        | 1845          | 1855          |
| 7  | الشيخ زايد بن خليفة بن شخبوط آل نهيان |        | 1855          | 1909          |
| 8  | الشيخ طحنون بن زايد بن خليفة آل نهيان |        | 1909          | أكتوبر 1912   |
| 9  | الشيخ حمدان بن زايد بن خليفة آل نهيان |        | 1912          | 22 أغسطس 1922 |
| 10 | الشيخ سلطان بن زايد بن خليفة آل نهيان |        | 1922          | 4 أغسطس 1926  |
| 11 | الشيخ صقر بن زايد بن خليفة آل نهيان   |        | أغسطس 1926    | يناير 1928    |
| 12 | الشيخ شخبوط بن سلطان بن زايد آل نهيان |        | يناير 1928    | 6 أغسطس 1966  |
| 13 | الشيخ زايد بن سلطان بن زايد آل نهيان  |        | 6 أغسطس 1966  | 2 نوفمبر 2004 |
| 14 | الشيخ خليفة بن زايد بن سلطان آل نهيان |        | 2 نوفمبر 2004 | 13 مايو 2022  |
| 15 | الشيخ محمد بن زايد بن سلطان آل نهيان  |        | 13 مايو 2022  | حتى الآن      |

## صلاحيات حاكم إمارة أبوظبي
يتمتع حاكم أبوظبي بصلاحيات واسعة في تشمل تعين ولي العهد ونواب الحاكم وتعين رئيس وأعضاء المجلس التنفيذي وكبار المسؤولين في الإمارة وإصدار القوانين الخاصة بالإمارة.

## انظر ايضا
- آل نهيان
- رئيس دولة الإمارات العربية المتحدة
- ولي عهد أبوظبي
- نائب حاكم أبوظبي
- حكومة أبوظبي

## روابط خارجية
'